# Gymnostoma
Gymnostoma L.A.S.Johnson, 1980 è un genere di piante angiosperme eudicotiledoni della famiglia Casuarinaceae.

## Distribuzione e habitat
Il genere è diffuso in Australia, in Malaysia, a Sumatra, nel Borneo, a Sulawesi, nelle Filippine, alle Molucche, in Nuova Guinea, in Nuova Irlanda, in Nuova Britannia, in Nuova Caledonia, alle isole Salomone e alle isole Figi..

## Tassonomia
Il genere comprende le seguenti specie:
- Gymnostoma australianum L.A.S.Johnson
- Gymnostoma chamaecyparis (Poiss.) L.A.S.Johnson
- Gymnostoma deplancheanum (Miq.) L.A.S.Johnson
- Gymnostoma glaucescens (Schltr.) L.A.S.Johnson
- Gymnostoma intermedium (Poiss.) L.A.S.Johnson
- Gymnostoma leucodon (Poiss.) L.A.S.Johnson
- Gymnostoma nobile (Whitmore) L.A.S.Johnson
- Gymnostoma nodiflorum (Thunb.) L.A.S.Johnson
- Gymnostoma papuanum (S.Moore) L.A.S.Johnson
- Gymnostoma poissonianum (Schltr.) L.A.S.Johnson
- Gymnostoma rumphianum (Miq.) L.A.S.Johnson
- Gymnostoma sumatranum (Jungh. ex de Vriese) L.A.S.Johnson
- Gymnostoma vitiense L.A.S.Johnson
- Gymnostoma webbianum (Miq.) L.A.S.Johnson